# Принципы межкультурной коммуникации
Принципы межкультурной коммуникации (англ. intercultural communication principles) определяют процесс обмена осмысленной и точной информацией, пересекающей культурные границы, таким образом, чтобы сохранить взаимоуважение и максимально сократить возникающие противоречия. Проще говоря, межкультурная коммуникация — это общение между людьми из двух разных культур. В этом контексте культура является системой символов, представлений, подходов, ценностей, ожиданий и норм поведения. Данная общность относится и к когерентным (то есть взаимосвязанным) группам независимо от того, является ли индивид постоянным жителем или временно проживающим на данной территории. Следовательно, данные принципы могут иметь равную значимость как для туриста, обращающегося за помощью, так и для двух независимых корпораций, пытающихся объединить свои производства, или, например, для политиков, старающихся договориться о всеобщем мире.
Два фактора повысили важность данной проблемы:
1. Совершенствование транспортных и коммуникационных технологий позволило ранее стабильным культурам встретиться в неструктурированных ситуациях, например, интернет открывает линию связи без посредничества. Опыт доказывает, что преодоление культурных границ может показаться пугающим, в то время как позитивные попытки взаимодействия могут спровоцировать защитную реакцию. Непонимание может сопровождаться либо преувеличенной чувствительностью по отношению к возможному пренебрежению, либо когда человек испытывает опасение ошибочно продемонстрировать своё пренебрежение;
2. Некоторые предполагают, что феномен такого понятия как «глобализация» сократил культурное разнообразие, тем самым сократив возможность непонимания среди представителей разных культурных общностей.

## Ключевые особенности
Представители разных культур могут кодировать и декодировать сообщения по-разному, тем самым возможность непонимания увеличивается. Игнорирование культурных особенностей в связи с невежеством может вызвать затруднения на пути коммуникации представителей обеих культур. Признание культурных особенностей следует из того, что мысли и поступки представителей культурных общностей могут быть различны. Подобные непонимания постепенно приобретают характеристику этноцентризма, когда индивид отдает предпочтение своей этнической группе, воспринимая остальные сквозь призму традиций и ценностей, которые характерны для его культуры.
Некоторые культурные особенности могут быть легко идентифицированы, например: осознает ли человек свой статус или же демонстрирует его с помощью материальных благ.
Проблемы личной безопасности, достоинства и самоконтроля будут сильно отличаться у представителей трудоспособного населения и лиц с ограниченными возможностями. Таким же образом существуют явные проблемы между представителем культуры, основанной на жестоком делении на классы, и меритократом (или в ситуации, когда возникает такое явление как расизм, сексизм и религиозная нетерпимость). В таких случаях основополагающее значение личности оспаривается в связи с надлежащим положением и ролью, особенно если данное положение оказывает влияние на других. Но реальность все сильнее базируется на властных отношениях: кто находится на вершине социальной, экономической и политической иерархии.

## Этика межкультурной коммуникации
Коммуникация проявляется в различных формах. Всякий раз, когда представитель одной культуры отправляет сообщение для обработки другой культурной общности, осуществляется межкультурная коммуникация. Важно понимать, в какой именно момент начался данный процесс, так каждый сможет вовремя принять правильное решение о том, в каком направлении необходимо общаться. Этика межкультурной коммуникации включает в себя изучение различных благ; дискурс, который возникает и формирует структуру рассматриваемых особенностей и методы работы, позволяют вести конструктивный диалог в постмодернистском мире различий. В любой ситуации, связанной с этической дилеммой, необходимо сделать выбор при рассмотрении намерений, действий, средств, последствий, конечных целей и внедрения культурного контекста.

В контексте принятия решений, относящихся к межкультурной коммуникации, индивиду часто приходится делать сложный выбор между отстаиванием собственных культурных представлений и ценностей и признанием ценностей другой культуры. Признание разных ценностей и убеждений поможет при взаимодействии с представителем другой культуры. Понимание принципов межкультурного взаимодействия и умение эффективно его использовать может помочь преодолеть культурные различия, ослабить напряжение и помочь в достижении гармоничных и продуктивных отношений. Это особенно важно в современном мире, где появился такой феномен как глобальный рынок.

## Предрассудки и стереотипы
Люди могут неправильно истолковывать мотивы поведения друг друга. Такие ситуации чаще всего возникают, когда стороны не до конца честны друг другом с самого начала. Индивид хочет сохранить конфиденциальность своей личной жизни, крупные компании могут быть обеспокоены промышленным шпионажем, и политики могут быть связаны требованием секретности в национальных интересах. Тем не менее, уточнение цели взаимодействия необходимо для того, чтобы избежать неправильного истолкования.
Если стороны находятся под давлением, возникшим в результате внешних обстоятельств или внутренних потребностей, взаимодействие может сложиться в неправильном направлении. Предрассудки — самый быстрый инструмент, который позволяет принимать решения. В условиях кризиса, в состоянии, когда человек испытывает страх или злость, может быть выбрана более агрессивная тактика взаимодействия, особенно если встреча проходит под пристальным взглядом СМИ. Особенно важно вступая в коммуникационный процесс не основываться на стереотипах которые существуют сегодня. Присутствие стереотипного мышления не позволит достичь процессу взаимодействия необходимого уровня и только усугубит непонимание между культурными общностями.

## Совершенствование межкультурной коммуникации
Сегодня особенно важно, чтобы люди изучали культуру и коммуникационные традиции тех, с кем им необходимо взаимодействовать. Данные знания позволят свести к минимуму риски возможного недопонимания. Эффективным будет также являться установление повестки дня таким образом, чтобы каждый осознавал характер и цель сложившейся ситуации. Высокому уровню межкультурного общения способствуют:
1. Избегание использования сленга и идиом, выбирая слова, которые передают лишь наиболее денотативное значение;
2. Высокий уровень внимания к собеседнику, включая выяснение не вполне понятых слов (особенно важно, если присутствует местный акцент);
3. Понимание, что для некоторых языков, неправильное ударение и неверная интонация могут изменить смысл предложения;
4. Проявление уважения к особенностям и стилю коммуникации, учитывая территориальное происхождение индивида. В подобных случаях стоит отслеживать изменения невербальных знаков;
5. Чтение литературы, посвященной представителями другой культурной общности, позволит понимать основные принципы и способы коммуникации.

Принципы межкультурной коммуникации в основе своей базируются на том, что индивид должен понимать, с представителем какой культурной общности он имеет дело. Зная историю данного народа, государства, понимая национальные привычки и традиции, индивид минимизирует возможность недопонимания. Требуя хорошего отношения к себе и тем более к культуре, которую каждый из нас представляет, необходимо вести себя таким образом, чтобы взаимодействие носило долгосрочный характер, основанный на принципах взаимного уважения.